# 1944 год в театре
1944 год в театре

## Знаменательные события
- В Чикаго впервые была поставлена пьеса «Стеклянный зверинец» Теннесси Уильямса
- В сентябре в Ленинграде открыт Малый драматический театр.

## Персоналии

### Родились
- 8 января — Татьяна Егорова, актриса театра и кино
- 18 января — Григорий Аредаков, российский актёр театра и кино, педагог, художественный руководитель Саратовского академического драматического театра, народный артист России
- 30 января — Цветана Манева, болгарская актриса театра, кино и телевидения, педагог.
- 1 февраля — Эра Зиганшина, советская и российская актриса театра и кино, заслуженная артистка России
- 3 февраля — Вероника Белковская, советская и российская актриса театра и кино, народная артистка России
- 3 февраля — Юрий Овсянко, советский и российский актёр театра и кино, заслуженный артист России
- 9 февраля — Николай Черкасов, российский и советский актёр театра и кино
- 23 февраля — Олег Янковский, советский и российский актёр театра и кино, режиссёр, народный артист СССР
- 28 февраля –  Маргарета Гарпе, шведский драматург
- 28 марта — Галина Киндинова, советская и российская актриса театра и кино
- 30 апреля — Александр Товстоногов, советский и российский театральный режиссёр
- 5 мая — Александр Денисов, актёр театра и кино, заслуженный артист Белорусской ССР
- 14 мая — Джон Мартин-Харви, британский актёр театра и кино, режиссёр.
- 16 мая — Михаил Уржумцев, советский и российский актёр театра и кино, заслуженный артист России
- 30 мая — Вячеслав Кокорин, советский и российский театральный режиссёр, актёр, педагог, заслуженный деятель искусств Российской Федерации.
- 10 июня — Валентин Смирнитский, советский и российский актёр театра и кино
- 27 июня — Александр Жеромский, советский актёр театра и кино, заслуженный артист РСФСР
- 3 июля — Наталья Тенякова, советская и российская актриса театра и кино, народная артистка России
- 27 августа — Георгий Назаренко, советский и российский актёр театра и кино, заслуженный артист России
- 2 сентября — Александр Филиппенко, советский и российский актёр театра и кино, народный артист России
- 3 сентября — Борис Сморчков, советский и российский актёр театра и кино
- 5 октября — Александр Михайлов, актёр театра и кино, народный артист России
- 27 октября — Николай Караченцов, советский и российский актёр театра и кино, народный артист РСФСР
- 18 ноября — Шарль Фоерберг, украинский актёр театра кукол, ведущий мастер сцены, Заслуженный артист Украины, педагог, член Международного Союза кукольных театров UNIMA-Украина, лауреат премии «Киевская пектораль»
- 19 декабря — Анастасия Вертинская, советская и российская актриса театра и кино, народная артистка РСФСР
- Миша Ван Хук — бельгийский танцовщик и хореограф, балетмейстер современного балета, работающий в основном в Италии

### Скончались
- 26 января — Смаранда Георгиу, румынская писательница, поэтесса, драматург (род. в 1857).
- 5 июля — Михаил Мордкин (63), русский солист балета, балетмейстер, балетный педагог.
- 30 августа — Мария Пшибылко-Потоцкая, польская актриса, режиссёр-постановщик, театральный деятель.
- 9 ноября — Екатерина Бегларовна Багатур, армянский и советский драматург и писательница.
- 6 декабря — Елена Снежина, болгарская драматическая актриса.